# Berón de Astrada megye
Berón de Astrada egy megye Argentínában, Corrientes tartományban. A megye székhelye San Antonio de Itatí.

## Települések
Önkormányzatok és települések (Municipios y comunas)
- San Antonio de Itatí
- Yahapé